# Aglaodiaptomus kingsburyae
Aglaodiaptomus kingsburyae är en kräftdjursart som först beskrevs av A. Robertson 1975.  Aglaodiaptomus kingsburyae ingår i släktet Aglaodiaptomus och familjen Diaptomidae. IUCN kategoriserar arten globalt som sårbar. Inga underarter finns listade i Catalogue of Life.